# Vallerotonda
Vallerotonda (localment Vardónna) és un comune (municipi) de la província de Frosinone, a la regió italiana del Laci. El municipi es troba als Apenins i forma part de la Vall de Comino.
A 1 de gener de 2019 tenia 1.515 habitants.

## Geografia
La zona està lligada històricament al Mezzogiorno italià, però a la dècada de 1920, sota el govern feixista, va ser transferida a la província central del Laci juntament amb Latina de la Terra di Lavoro, que era un giustizierato (circumscripció) de l'antic Regne de Nàpols.
Vallerotonda limita amb els municipis d'Acquafondata, Cervaro, Filignano, Rocchetta a Volturno, San Biagio Saracinisco, Sant'Elia Fiumerapido i Viticuso.